# 松平直義
松平 直義（まつだいら なおよし）は、江戸時代後期の大名。出雲国広瀬藩7代藩主。広瀬松平家7代。

## 略歴
美作国津山藩主・松平長孝（出雲広瀬藩第3代藩主・松平近朝の三男）の次男として誕生。母は藤堂高治の娘（藤堂高朗の妹）。初名は長善（ながよし）、のち近義（ちかよし）、直義の順に改名。通称は主税（ちから）。
安永2年（1773年）、先代藩主・松平近貞の養子となり、同年のうちに家督を継いだ。米沢藩主・上杉治憲（鷹山）とも仲が良く、直義自身も才能に優れ、藩政で手腕を見せ、広瀬藩中興の君と言われた。また、文化人としての側面もあり、茶の湯に興味を持っては、同じく出雲松江藩主で親戚にあたる松平治郷（不昧）の門人となっていた。
享和3年（1803年）10月22日に死去。享年50。法号は本覚院。生前、50歳を過ぎた近貞に（つまり直義に家督を譲った後に）実子の直寛が生まれ、直義はこれを養子として迎えており、死後はこの直寛が跡を継いでいる。